# Bończa (powiat grójecki)
Bończa – wieś sołecka w Polsce położona w województwie mazowieckim, w powiecie grójeckim, w gminie Warka.
W latach 1975–1998 miejscowość administracyjnie należała do województwa radomskiego.
Przez miejscowość przebiega droga wojewódzka nr 731.